# Кристофър Рен
Сър Кристофър Рен (на английски: Sir Christopher Wren) е известен през 17 век английски астроном, геометрик, математик, физик и един от най-великите архитекти на Англия за своето време.

## Биография
Роден е на 20 октомври 1632 г. в Ист Нойл, Уилтшър, Англия. Рен проектира 53 църкви в Лондон, сред които и катедралата „Свети Павел“ (St Paul's Cathedral), както и множество светски сгради.
Той е един от основателите на Британското кралско научно дружество, чийто президент е от 1680 до 1682 г. Научните му трудове били много почитани от сър Исак Нютон (на английски: Sir Isaac Newton) и Блез Паскал (на френски: Blaise Pascal).
Умира на 25 февруари 1723 г. в Лондон на 90-годишна възраст.
Погребан е в криптата на катедралата „Свети Павел“. Надписът на паметната плоча гласи:
| „ | Here lieth Sir Christopher Wren, Kt., the builder of this Cathedral Church of S. Paul, &c., who dyed in the year of our Lord MDCCXXIII, and of his age XCI. —Lector, si monumentum requiris, circumspice. | “ |

## Галерия
- Шелдониън тиътър, Оксфордски университет
- Интериор на Шелдониън тиътър, Оксфордски университет
- Том Тауър, Оксфордски университет
- Катедрала „Свети Павел“, западна фасада
- Катедрала „Свети Павел“, северна фасада
- Катедрала „Свети Павел“, южен трансепт и купол
- Връх на северозападната кула, катедрала „Свети Павел“
- Кораб на катедралата „Свети Павел“
- Катедрала „Свети Павел“, интериор на купола
- Темпъл бар, Лондон
- Библиотека на Тринити колидж, Кеймбриджки университет
- Библиотека на Тринити колидж, Кеймбриджки университет, изглед откъм реката
- Интериор на Библиотеката на Тринити колидж, Кеймбриджки университет
- Марлбъро Хаус, Уестминстър
- Дворец Хамптън, южна фасада
- Дворец Кенсингтън, южна фасада
- Кралска болница Челси, южна фасада
- Параклис на Кралската болница Челси
- Кралска болница Челси, Трапезария
- Болница Гринуич, северна фасада
- Църква „Свети Магнус Мъченик“, камбанария
- Църква „Свети Магнус Мъченик“, интериор
- Църква „Свети Джеймс“ в Пикадили
- Църква „Свети Джеймс“ в Пикадили, интериор
- Църква „Свети Климент Датски“
- Църква „Свети Климент Датски“, интериор
- Параклис на Иманюъл колидж, Кеймбриджки университет
- Кралска обсерватория, Гринуич